# Dorothée de Palatinat-Veldenz
Dorothée de Palatinat-Veldenz (* 16 janvier 1658 à La Petite-Pierre; † 17 août 1723 à Strasbourg) est née comtesse palatine de Palatinat-Veldenz et par son mariage devient duchesse de Palatinat-Deux-Ponts.

## Biographie
Dorothée est une fille du comte palatin Léopold-Louis de Palatinat-Veldenz (1625-1694) de son mariage avec Agathe-Christine de Hanau-Lichtenberg (1632-1681), fille du comte Philippe-Wolfgang de Hanau-Lichtenberg.
Elle épouse à un âge avancé, le 10 juillet 1707 à Deux-Ponts son cousin le duc palatin Gustave Samuel Léopold de Palatinat-Deux-Ponts (1670-1731). Le mariage n'a pas d'enfants. Alors que Gustave Samuel Léopold se convertit au catholicisme, Dorothée reste protestante. Le duc demande en 1723 à Rome le divorce, pour des allégations de proche parenté sans avoir demandé de dispense. Dorothée est morte dans la même année 1723, à Strasbourg et a été enterrée à Lützelstein.